# Sunset Jazz Club
El Sunset Jazz Club és un local de jazz de Girona situat al número 12 del carrer Jaume Pons i Martí. Ofereixen música en viu des de la seva fundació l'any 2001 i ha esdevingut un dels escenaris de referència de l'escena jazzística del sud d'Europa.
Especialitzat en música de jazz, la programació del Sunset comprèn també projectes de fusió amb flamenc, jazz manouche, blues, swing, àcid, latin i free jazz. Amb els anys el club ha esdevingut un punt de trobada molt estimat pels socis i molt esperat pels músics, els quals solen destacar la qualitat de la seva sonoritat i del seu públic.

## Història

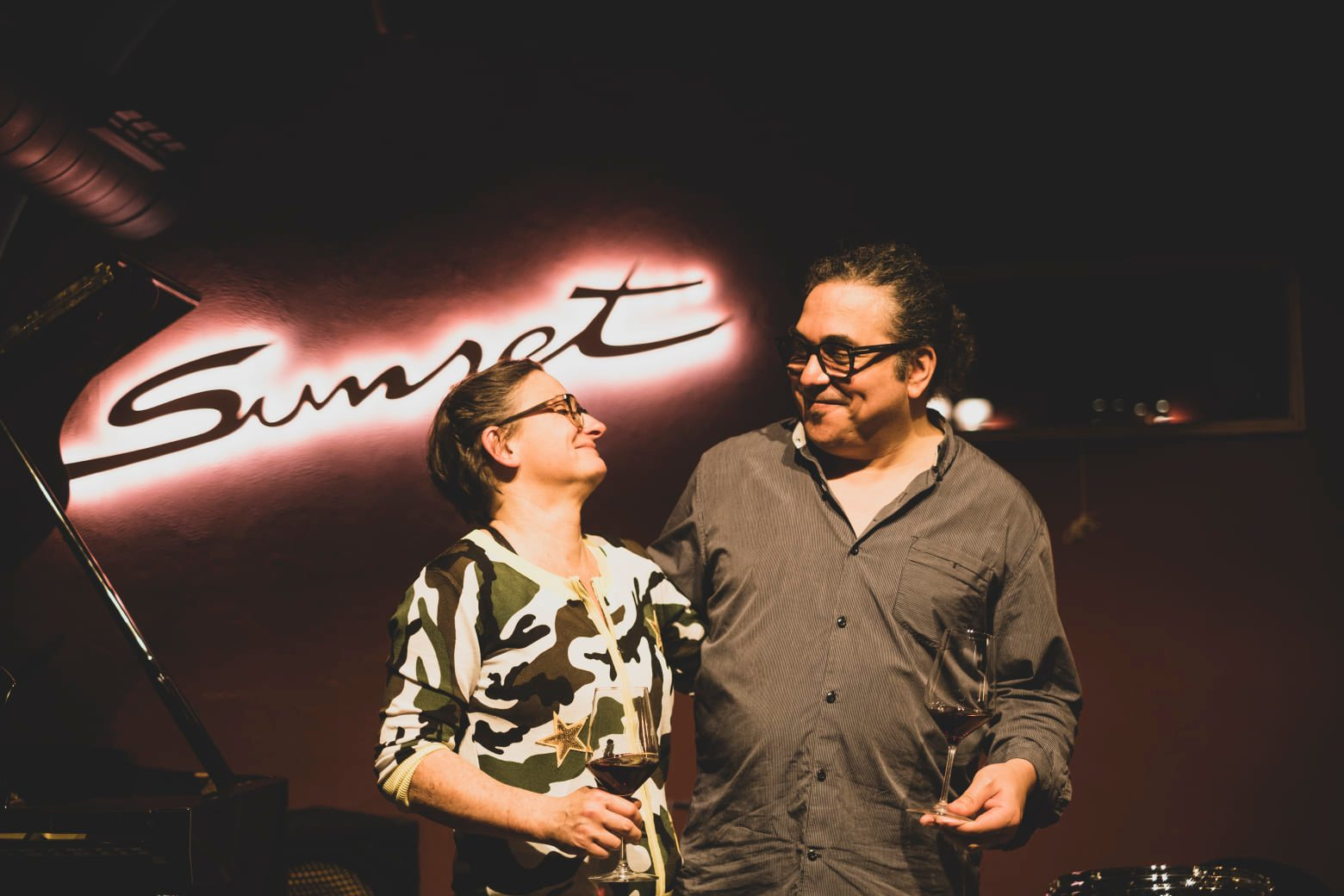
Anna Gisbert i Alix Levy (Fotografia: Jordi Renart)

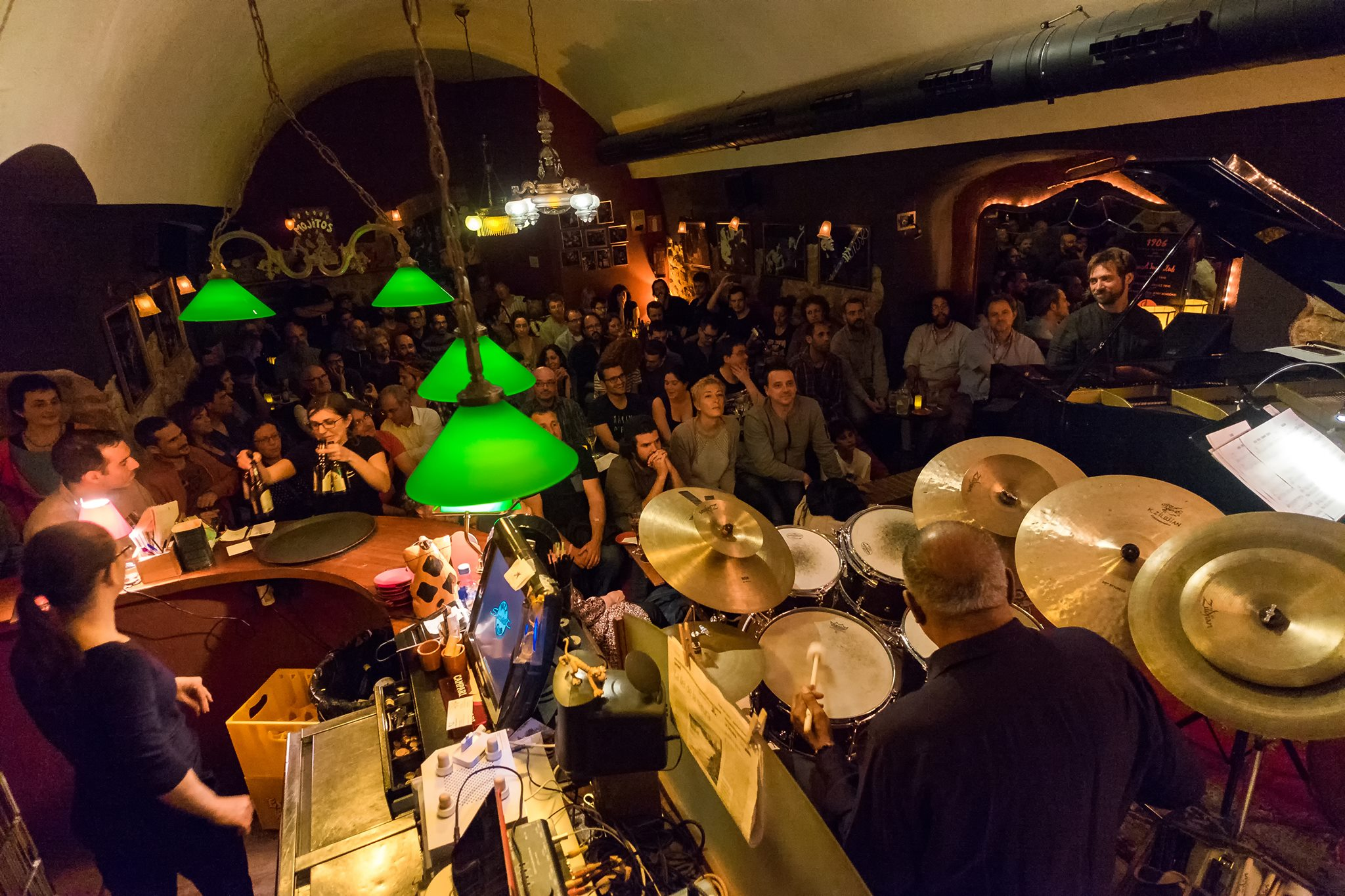
Sala del Sunset (Fotografia: Jordi Renart)

La propietària i gerent del club, Anna Gisbert, va iniciar el projecte amb Albert Perejoan. Després de bastants impediments burocràtics van poder aixecar la persiana del Sunset el 3 de novembre de 2001. Durant aquesta primera època, el club programava actuacions amb artistes principalment locals, però aviat van obrir les portes a músics de l'escena internacional. Des de l'any 2011, el club compta amb la direcció artística del programador musical Alix Levy. Entre les actuacions que han passat per la sala del Sunset destaquen grans referents de l'escena catalana i espanyola com Carles Benavent, Jorge Pardo, Chano Domínguez, Antonio Lizana, Jorge Rossy o Antonio Serrano; i també internacionals com Mark Turner, Jeff Ballard, Or Bareket o Aaron Parks.
Durant la crisi econòmica del 2008, a causa de la davallada d'afluència, van decidir fer concerts a preus econòmics els dijous i gratuïts els dimarts i dimecres. Així van aconseguir ser un dels pocs escenaris que continuava oferint música en viu regularment. L'any 2014, van incorporar un nou fitxatge en plantilla, un magnífic piano de cua que va arribar al club amb la col·laboració amb Pianos Frigoler.
Seguint la tipologia de les coves de jazz, el Sunset és un local fosc amb llums tènues i sostres de volta de canó. La seva decoració i disseny, sota el criteri de l'Anna Gibert, està inspirat en l'estètica dels clubs dels anys vint. Cada racó està estudiat per resultar agradable i íntim. Alguns instruments, programes i fotografies de concerts omplen les parets del local, mentre a les taules de la sala s'il·luminen amb una petita llum càlida. A l'escenari, hi destaquen les catifes, el piano i la bateria del club, que compta amb un mirall reclinable perquè els espectadors puguin veure les mans de qui toca la bateria.

## Actualitat
La pandèmia de la Covid-19, va ser cop molt dur per a l'oci nocturn i la música en directe a tot Espanya. Amb el confinament i posteriors restriccions, el club va elaborar una campanya de micromecenatge demanant el suport dels clients que, a partir d'ara, s'anomenaven socis. Seguint el format associatiu, s'ha mantingut des d'aleshores aquest sistema de quotes mensuals de lliure elecció.

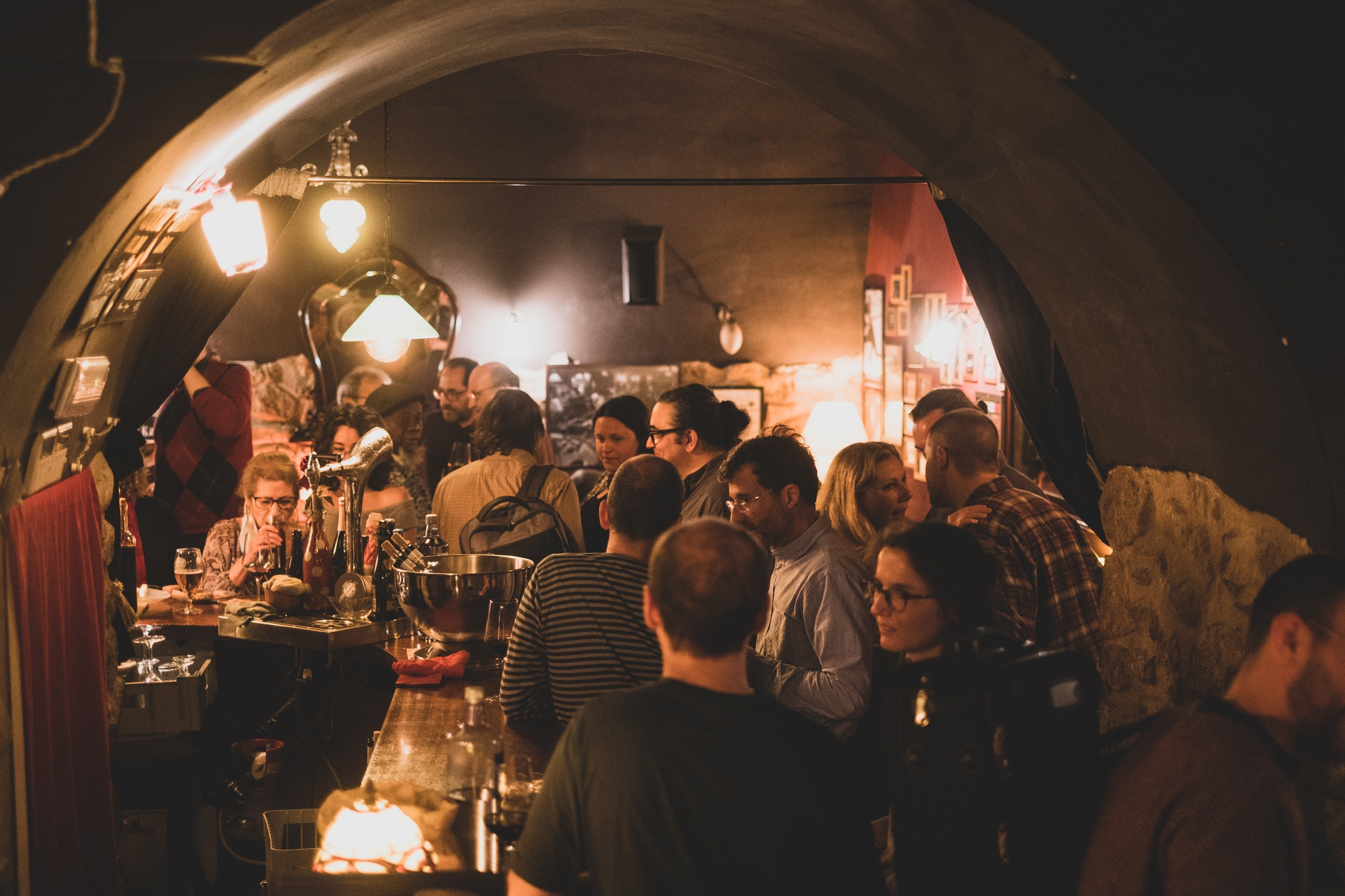
Gent al sopar de socis del Sunset (Fotografia: Jordi Renart)

Amb la seva inscripció els socis gaudeixen de descomptes en les activitats del club i són convidats a un sopar anual amenitzat per un concert de la Sunset Jazz Orquestra. Aquesta banda, dirigida pel saxofonista Ramon Cardo, va ser formada per Cesc Adroher, actual coordinador, juntament amb alguns socis del club. Les seves ganes de tocar junts i la disponibilitat de poder utilitzar el local per assajar els dimecres, va ser l'origen d'aquest projecte que ja compta amb més d'una quinzena de membres. En el seu repertori exploren les melodies i improvisen amb standards de Jazz. També de la casa, és el grup Sunset Rhythm Kings, format per Dani Alonso, Oriol Vallès, Pau Casares, Marc Martín, Albert Martínez i Joan Casares. La banda acosta el jazz de Nova Orleans a la música tradicional catalana i toquen en directe cada últim diumenge de mes.

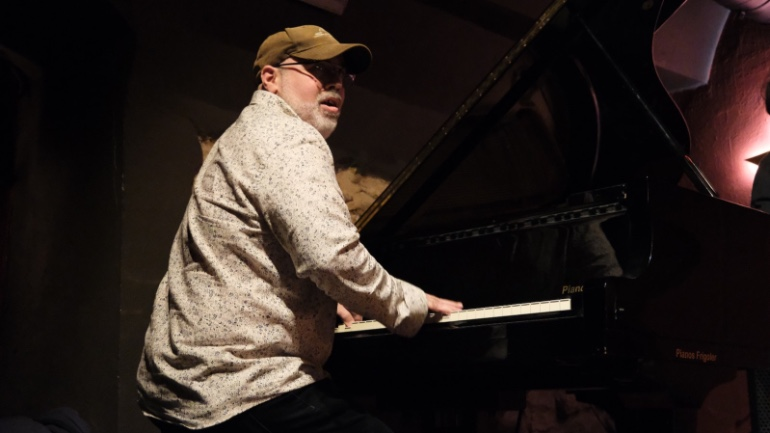
Sébastien Falzon (Fotografia: d'Artur Antúnez)

Tot i que el club ha arribat a tenir fins a tres jams mensuals, de tres tipologies i estils molt diferents, actualment perdura la jam session dirigida per Sébastien Falzon, pianista i professor del Conservatoire National de Perpinyà. Aquesta jam és una gran oportunitat per a joves estudiants de música moderna per posar en pràctica els seus coneixements i un pont de connexió entre fronteres.
Per la seva contribució a la divulgació cultural i musical, el Sunset Jazz Club va rebre el premi a l'Impuls a la Música en Viu atorgat per l'Associació de Músics de Jazz i Música Moderna de Catalunya, l'11 de desembre de 2017.
 "Ens alegra moltíssim aquest reconeixement, ja que arriba de la mà dels músics, que són l’autèntica matèria primera del sector i que coneixen bé totes les sales de concerts i festivals del país"  -Alix Levy

## Festivals propis

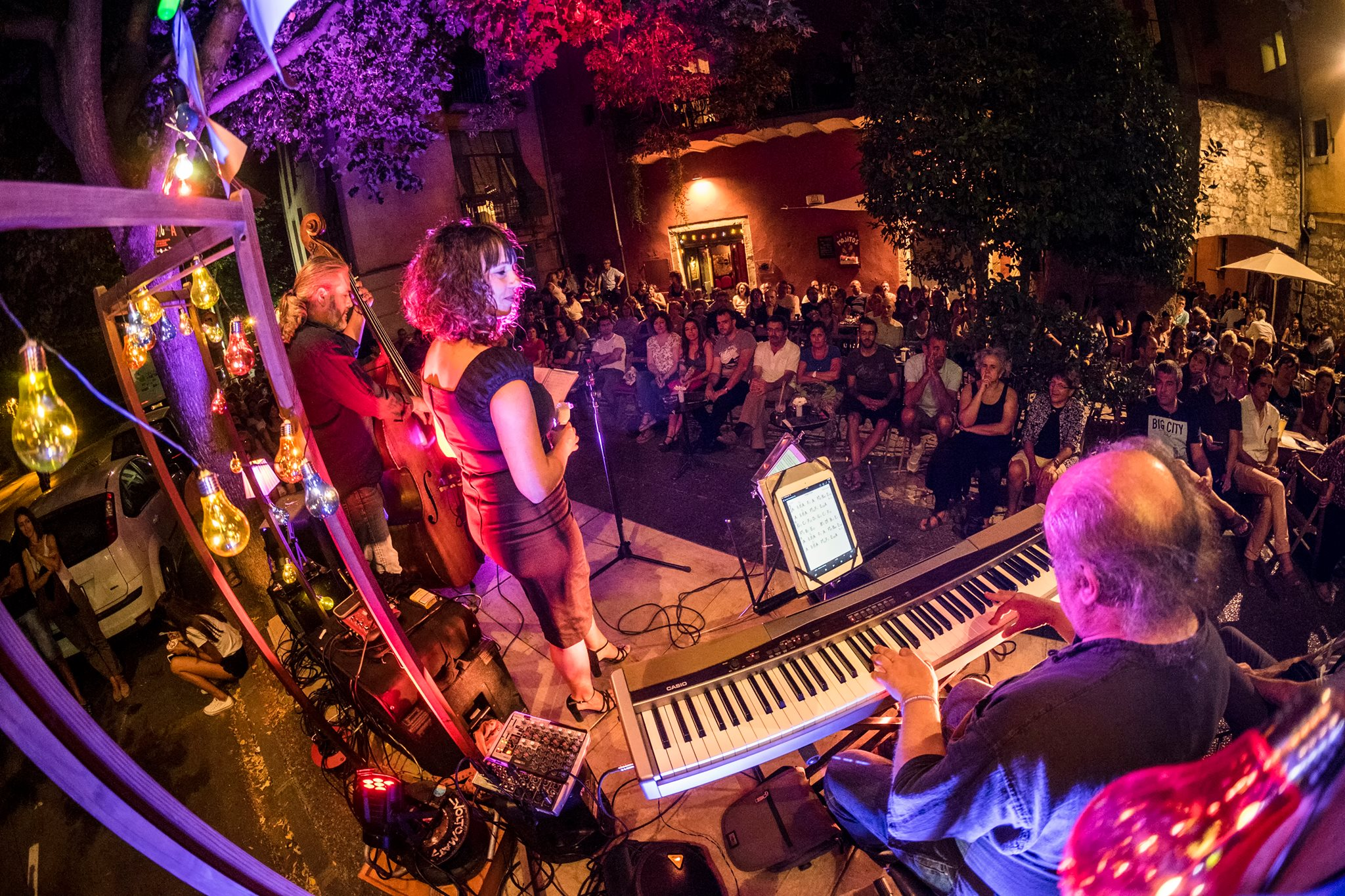
Concert de To Wit al Jazz a la Fresca (Fotografia: Jordi Renart)

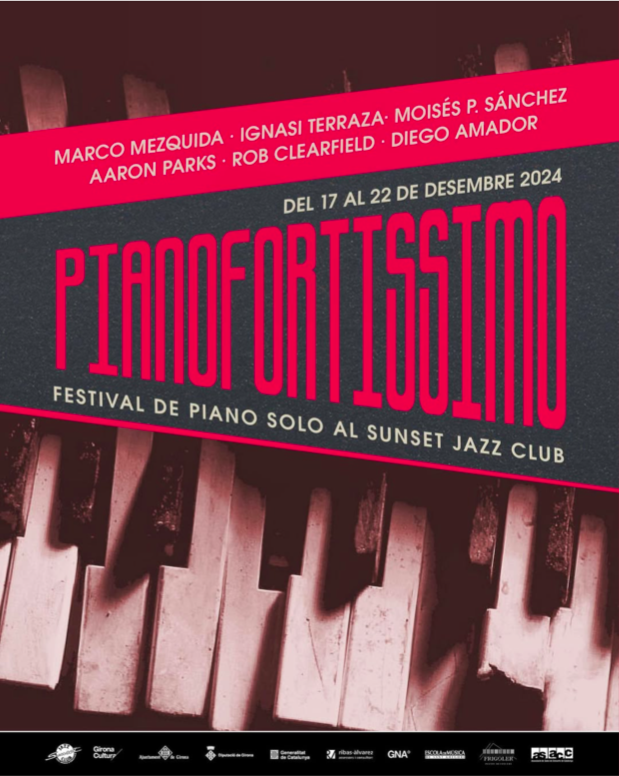
Cartell del Pianofortissimo (Disseny: Aleix Freire)

- El festival Jazz a la Fresca, iniciat el 2014 va néixer amb la voluntat d'oferir música en directe durant els mesos d'estiu, durant els quals la ciutat de Girona en aquell moment no gaudia de cap programació musical. Tots els dijous dels mesos de juliol i agost es programen concerts a l'exterior, per gaudir d'una nit a la fresca amb música en directe.[8]

- El festival Jazz&Fires, iniciat l'any 2011, ofereix una programació alternativa a l'oferta musical de l'Ajuntament de Girona, emplaçada a l'altre costat del riu. Durant aquesta setmana es programa un concert diari i el públic espera el consolidat Vermut-Jazz, a l'exterior del club, el dia de Sant Narcís.[9]

- El Jacophonic, festival en homenatge a Jaco Pastorius, es va iniciar el 2017 amb una exposició de vinils al bar El Cafè, una conferència sobre la revolució del baix, la projecció de la pel·lícula Jaco, de Stephen Kijak, i concerts de Carles Benavent Trio amb Antonio Serrano, Dario Deidda, Àrid i Tellus Ensemble.[10] En l'edició del 2018, el festival es va estendre més enllà de Girona i va tenir seus a Figueres i a Portbou, on es van presenciar concerts màgics prop del monument a Walter Benjamin.[11]

- El nou festival de piano solo, Pianofortissimo, inaugurat el 2023, ofereix concerts de diaris durant la segona setmana de desembre. La idea que emana és la mateixa en tots els concerts, el club lloga un piano Steinway & sons model D de gran cua, i es dona tota la llibertat als artistes convidats.[12] És una experiència sonora única per l'acústica del local, la magna sonoritat de l'instrument i la llibertat creativa del projecte que ofereixen els pianistes. En la primera edició van passar pel Festival els pianistes José Carra, Kristjan Randalu, Xavi Torres, Abe Rábade, Albert Bover i Chano Domínguez. En la segona: Marco Mezquida, Ignasi Terraza, Moisés P. Sánchez, Aaron Parks, Rob Clearfield i Diego Amador.[13] Pere Pons, periodista musical, va expressar aquestes paraules a propòsit de la primera edició del festival:

"Si hem de fer cas dels que diuen que el món es va fer en sis dies, podem consensuar que al marge del que assenyali el santoral aquesta setmana a Girona s'imposa una onomàstica que hauria de quedar instaurada i que no és altra que Santa Tecla".   - Pere Pons 

### Enregistraments en directe
La sonoritat del local és captivadora i molts músics han escollit el Sunset per enregistrar els seus àlbums.
- Live at Sunset (2014), de Luís González Trio.
- Nebuloses d'Azimut (2014), de Vernau Mier Quintet.
- Bourbon al Sunset (2014), del grup Bourbon Sextet.
- Live at Sunset (2016), del Duo Nosferatu, format per Albert Bover i Marco Mezquida, i coproduït per el mateix Mezquida i Alix Levy.
- Live at Sunset (2024) d'Èric Elias Trio.

El Sunset també ha obert les portes algun cop per ser el taló de fons d'alguns curtmetratges. Entre els quals destaca Zombis Vegetarians, d'Albert Portal, i Soul.

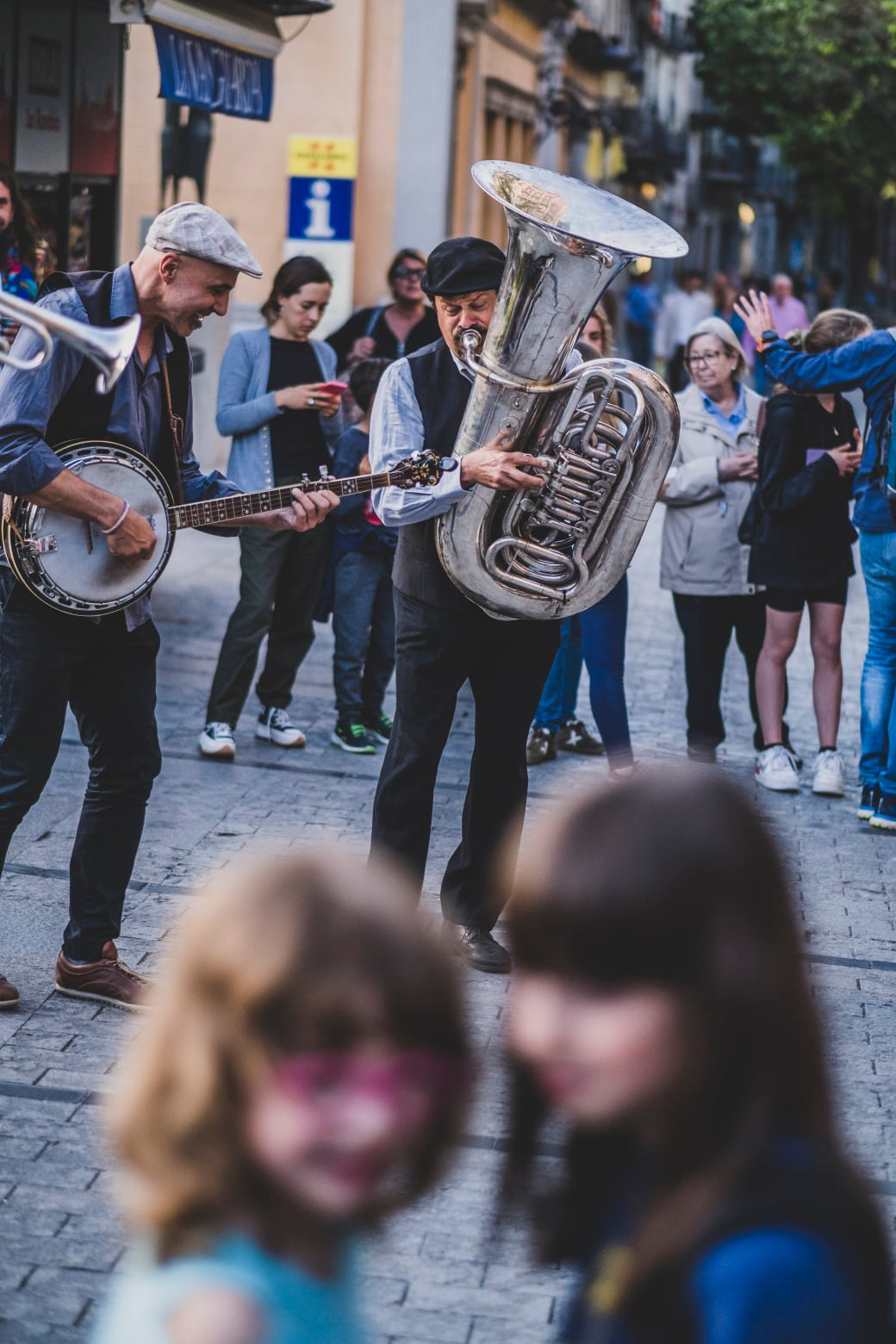
Concert itinerant pel Barri Vell de Girona (Fotografia: Jordi Renart)

### Altres activitats culturals
El Sunset Jazz Club organitza presentacions de llibres en col·laboració amb la Llibreria 22. Tanmateix, fa uns anys que són la seu dels premis del Memorial Pere Rodeja, del Gremi de Llibreters de Catalunya.
Programació especial pel Dia Internacional del Jazz amb projeccions de pel·lícules al cinema Truffaut, concerts a la Rambla de la Llibertat de Girona, l'esperat concert itinerant pel Barri Vell i concerts al club.
Durant el Dia de la Música, el Sunset Jazz Club organitza concerts gratuïts a la terrassa del club amb actuacions d'escoles de música de Girona, del conservatori, de la Sunset Jazz Orquestra i altres grups. Així mateix, el Sunset col·labora amb altres festivals com el Jas d'Anglès o el FlamenGi. El club també organitza algunes classes magistrals, entre les quals destaca l'última de Jerry Bergonzi.
Entre altres festes que s'organitzen de manera improvisada durant l'any, s'ha començat a consolidar la celebració del Cap d'Any anticipat, el 30 de desembre, per provocar el mal auguri.